# Luka Potočar
Luka Potočar, slovenski športni plezalec, * 21. november 2001, Jesenice.
Potočar je v težavnosti osvojil naslov svetovnega podprvaka na prvenstvu leta 2021 v Moskvi in naslov evropskega podprvaka na prvenstvu leta 2022 v Münchnu. Leta 2021 je prejel Bloudkovo plaketo za »pomemben tekmovalni dosežek v športu«. Luka je leta 2022 postal zmagovalec skupnega seštevka svetovnega pokala, s prvo zmago na domači tekmi v Kopru je prevzel vodstvo v skupnem seštevku in ga zadržal do konca sezone.